# Encephalartos ferox
Encephalartos ferox là một loài thực vật hạt trần trong họ Zamiaceae. Loài này được G.Bertol. mô tả khoa học đầu tiên năm 1851.